# Amerikaanse mammi-appel
De Amerikaanse mammi-appel (Mammea americana) is een plant uit de familie Guttiferae.
Het is een tot 25 m hoge, groenblijvende, één- of tweehuizige boom met een korte, 0,9-1,2 m brede stam, een donkerbruine schors en een dichte, brede kroon. De bladstelen zijn tot 2 cm lang. De tegenoverstaande bladeren zijn dik-leerachtig, aan de bovenzijde glanzend donkergroen, breed-ovaal, gaafrandig en tot 20 × 10 cm groot. De boom draagt na zes tot tien jaar gelijktijdig bloemen en vruchten. De kortgesteelde, witte, geurige bloemen zijn 2,5-4 cm breed en groeien solitair of met twee tot drie stuks in de bladoksels van stevige takken. Ze bestaan uit vier tot zes witte kroonbladeren en oranje meeldraden en/of stampers.
De vruchten zijn tot 20 cm grote, tot 1,5 kg zware, ronde bessen. De vruchtsteel is dik en tot 4 cm lang. De giftige schil is stevig, leerachtig, tot 6 mm dik, lichtbruin of grijzig bruin, dof en ruw. Onder de schil bevindt zich een wittig, droog, zeer bitter vlies dat het vruchtvlees omsluit. Het vruchtvlees is volrijp sappig, zacht-vezelig en oranje of goudgeel van kleur. Bij kwalitatief goede rassen smaakt het vruchtvlees zoetzuur aromatisch en gelijkend op mango's of abrikozen. Minder goede rassen smaken zeer zuur. De vrucht bevat één (of soms tot vier) houtig, bruin, netvormig geaderd, rond tot ovaal, tot 7 cm lang, giftig zaad, dat is vergroeid met een laag kortvezelig vruchtvlees.
De giftige schil met het onderliggende bittere vlies en het giftige zaad moeten zorgvuldig worden verwijderd. Het vruchtvlees van goede rassen kan als handfruit worden gegeten of gekookt als dessert worden geserveerd. Ook kan de vrucht worden verwerkt tot jam, compote, sap, taartvulling en vruchtenwijn.
De Amerikaanse mammi-appel komt van nature voor in het Caribisch gebied en het noorden van Zuid-Amerika, waar hij onder andere in Suriname voorkomt. Hij wordt gekweekt in een groot gedeelte van Midden- en Zuid-Amerika in tropisch laagland. Ook wordt de boom geteeld in delen van Afrika en op Java en de Filipijnen.
In Afrika komt de verwante Afrikaanse mammi-appel (Mammea africana) van nature voor en wordt daar geteeld voor zijn vruchten.